# Miconia domingensis
Miconia domingensis är en tvåhjärtbladig växtart som beskrevs av Célestin Alfred Cogniaux. Miconia domingensis ingår i släktet Miconia och familjen Melastomataceae. Inga underarter finns listade i Catalogue of Life.